# 塞伦加里纳
塞伦加里纳（義大利語：Serrungarina），是意大利佩薩羅和烏爾比諾省的一个已废置的市镇。总面积22.98平方公里，人口2450人，人口密度106.6人/平方公里（2008年）。ISTAT代码为041062。
2017年1月1日该市镇与其他市镇一起合并为新的Colli al Metauro市镇。